# Anacolus sanguineus
Anacolus sanguineus — вид жуків-вусачів з підродини пріонін. Поширений від Панами до південно-східної Бразилії — штату Ріо-де-Жанейро, та на Коста-Риці.